# Ekernippel

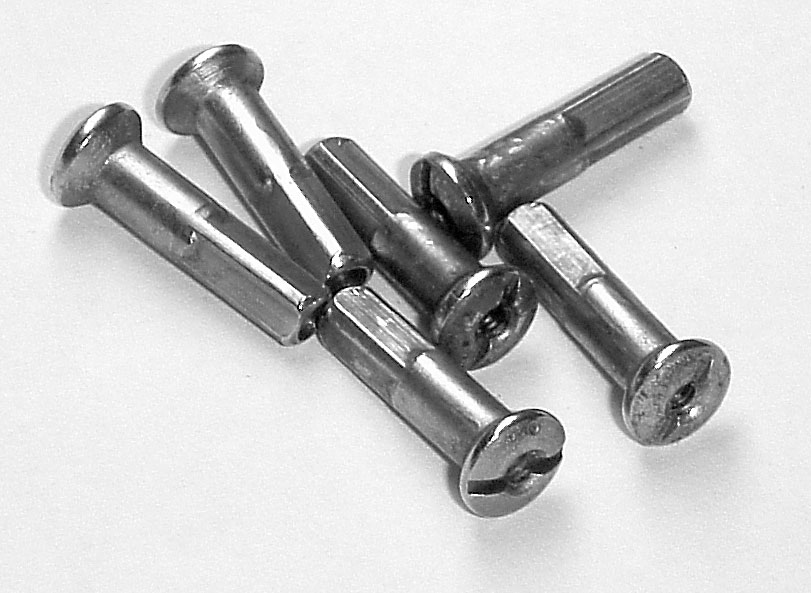
Ekernipplar.

Ekernippel kallas den mutter som skruvas på ekern och låser fast fälgen. För att förhindra att ekernipplarna rundas när ekrarna spänns upp, är det lämpligt att använda en speciell ekernyckel i rätt storlek (se nedan).

## Materialval
De flesta ekernipplar görs av mässing, men i viktbesparande syfte förekommer även ekernipplar av aluminium. Mässingsnipplar ger dock lägre friktion mot stålekrar än aluminiumnipplar. Dessutom rundas aluminiumnipplar lättare än mässingsnipplar.

## Dimension
När det gäller ekernipplar, finns det två olika mått att hålla reda på. Dels ekerns diameter, som för cykelekrar är 1,8 mm eller 2,0 mm. Dels tjockleken, som för cykelnipplar är 3,22 mm (DT), 3,30 mm (de flesta europeiska) och 3,45 mm (de flesta asiatiska). För ekernipplar till mopeder och motorcyklar gäller andra tjocklekar, till exempel 3,96 mm.
För att förhindra att en ekernippel med 2,0 mms gänga används av misstag på en 1,8 mms eker, brukar nipplar medfölja vid köp av lösa ekrar.